# Damien Cler
Damien Cler (2 de outubro de 1983) é um jogador de rugby sevens francês.

## Carreira
Damien Cler integrou o elenco da Seleção Francesa de Rugbi de Sevens, na Rio 2016, que foi 7º colocada.